# Peter Southey
Peter Charles Southey (* 4. Januar 1962 in Parsons Green; † 28. Dezember 1983 in Ham) war ein englischer Fußballspieler.

## Karriere
Southey kam im Juli 1979 als Apprentice (dt. Auszubildender) zu Tottenham Hotspur und gab am 8. September 1979 gegen Brighton & Hove Albion sein Debüt in der Football League First Division, einen Monat bevor er einen Profivertrag unterschrieb. In den folgenden Jahren beschränkten sich Auftritte Southeys im Profiteam auf Freundschaftsspiele, ansonsten spielte er im Reserveteam. 1981 nahm er mit der englischen Juniorennationalmannschaft an der Junioren-Weltmeisterschaft in Australien teil und kam dort zu zwei Einsätzen, als das englische Team den vierten Rang belegte. 
Nachdem er in der Saisonvorbereitung im Sommer 1983 Atemprobleme hatte und bei Laufübungen regelmäßig Letzter wurde, diagnostizierten Ärzte bei Southey Leukämie. Er starb 21-jährig am 28. Dezember 1983 nach dem Versuch einer Knochenmarktransplantation.